# Personaggi di Code: Breaker
Questa è la lista dei personaggi di Code: Breaker, manga di Akimine Kamijyo.

## Personaggi principali

### Sakura Sakurakoji
Sakura Sakurakoji (櫻小路 櫻?, Sakurakōji Sakura) è la protagonista femminile dell'opera. La storia è raccontata dal suo punto di vista. Sakura è una liceale dall'aspetto fragile e delicato, che attira i maschi suscitando sentimenti di protezione. Contrariamente a quanto possa sembrare, Sakura è appassionata di combattimento ed è terzo dan di aikidō e quarto dan di judo e karate. Rifiuta i ragazzi che le si dichiarano sostenendo che non conoscono la sua vera natura. È molto buona e fin troppo ingenua, cerca sempre di andare d'accordo con tutti. Sakura è una Specie Rara (珍种?, Chinshu) e può annullare i poteri speciali dei Code:Breaker e dei Re-Code. In quanto Specie Rara, Sakura non può essere colpita dal potere speciale di nessuno. Inoltre può annullarne l'effetto sulle altre persone con il contatto fisico. Un'altra particolarità che le offre il suo stato è quello di trasferire i poteri, come accade durante lo scontro tra Ogami e Yuki: Sakura, abbracciando Yuki, trasferisce il suo potere del suono al Code:06. Il suo sangue di Specie Rara è anche utilizzato in un antidoto creato da Shibuya che inverte il processo di rimpicciolimento che colpisce le Specie Rare, compresa Sakura.
Sakura è una trovatella, che all'età di cinque anni fu adottata da Gotoku Sakurakoji, uno yakuza soprannominato "Drago furente del Kanto", e da sua moglie Yuki. Il suo vero padre è Shibuya, presidente del Comitato Studentesco, mentre sua madre è Sakurako, una dei quattro fondatori di Eden. Inoltre la Sakura bambina conosceva Inoichi, che sua madre le aveva affiancato affinché la proteggesse, Hitomi e il "Ricercato", a cui lei diede la chiave dei sotterranei di Villa Shibuya. In seguito si scopre che Ogami e Sakura erano amici di infanzia e la ragazza crederà per molto tempo di aver strappato il braccio di Ogami. Hanno passato l'infanzia con altre Specie Rare, tra cui Bento Fastidioso che durante la battaglia tra Specie Rare e possessori di poteri speciali strapperà il braccio a Ogami che sarà poi sostituito dall'arto di Code:Emperor. Inoltre, sempre in quell'occasione impedì il più possibile una strage, il cosiddetto 32 dicembre, rinchiudendo la "Negazione" e creando così il Vaso di Pandora.
Divenuta compagna di classe di Ogami e scoperta la sua vera natura di giustiziere, Sakura decide di redimerlo, e a poco a poco tra i due nasce un'amicizia, inizialmente unilaterale. Con lo svolgersi della storia, Sakurakoji conoscerà tutti i Code:Breaker, affezionandosi a tutti loro. Dopo il primo scontro tra i Code:Breaker e il Re-Code Yukihina Sakura, in quanto Specie Rara, si rimpicciolirà. Nella speranza di farla ritornare normale Heike contatterà il presidente del Comitato Studentesco, Shibuya, anche lui specie rara, che con uno speciale filtro ricavato dal suo sangue la farà tornare normale. Quando i Code:Breaker, in vista dello scontro con il Ricercato e i Re-Code, si alleneranno a Villa Shibuya, Sakura si trasferirà lì a sua volta. Durante la Caccia alla fiamma Azzurra dei Code:Name si schiererà con Ogami, Il Presidente, Rui Hachiouji ed i Re:Code. Durante lo scontro tra Yuki e Ogami sarà lei a sottrarre il braccio di Ogami da Yuki permettendo così al ragazzo di resuscitare e di vincere lo scontro. Dopo un breve scontro in cui Lily riapparirà e li condurrà ad Eden, arriverà ad un cimitero dove, vedendo la tomba di Ogami in data 32 dicembre ed avendo un ricordo con lei, il Ricercato e Hitomi, perderà il controllo sfoderando il suo potere di Specie Rara risucchiando ogni potere ad esclusione di quello di Ogami. Saranno Toki e Ogami a farla tornare in sé. Dopo la riunione di tutti i Code:Breaker si verrà a sapere che il 32 dicembre è stato causato dal suo sangue che si è mischiato con quello di Ogami e che è stata proprio lei a creare il Vaso di Pandora. Dopo al cerimonia della scuola verrà attaccata con gli altri dai Code:Name, ciò porterà Sakurako, sua madre biologica, a colpirla e dividerla in due metà, una delle quali seguirà i Code:Name fino ad Eden. Insieme ai Code:Breaker ed ai Re:Code si infiltrerà nel Quartier Generale di Eden per salvare l'altra Sakura. Riusciti a fuggire, riuscirà a tornare in sé in seguito a forti emozioni e turbamenti e deciderà di "estirpare il male in Ogami" facendosi amare da lui. Sarà poi costretta a partecipare ai giochi del suo liceo per evitare che le Specie Rare uccidano delle persone innocenti.
È doppiata in giapponese da Yōko Hikasa.

### Rei Ogami
Rei Ogami (大神 零?, Ogami Rei) è il primo Code:Breaker di cui Sakura fa la conoscenza ed il protagonista maschile dell'opera. Fa parte dei Code:Breaker con il codice Code:06, in cui è entrato per cercare indizi utili a trovare il Ricercato, suo fratello maggiore. Ogami è inizialmente un ragazzo senza emozioni, dedito solo all'adempimento del suo incarico. Tuttavia, dopo aver conosciuto Sakura ed essersi ritrovato suo malgrado insieme agli altri Code:Breaker, diviene leggermente più spontaneo. Trova che Sakura sia un interessante oggetto di studio, e più volte dice che è buffa e anche stupida, in quanto la ragazza è sempre convinta di potersela cavare in ogni situazione. Quando Haruto, il killer a cui Ogami ha carbonizzato un braccio, si presenta nella sede del Clan Kizakura, il cui capo è Gotoku Sakurakoji, il Code:Breaker non lo uccide dopo aver visto Sakura affrontare le sue fiamme azzurre pur di salvargli la vita. Si preoccupa continuamente per l'incolumità della ragazza e, quando lei viene rapita dal Ricercato, Ogami appare distratto, tanto da venire a scuola in pigiama, con una flebo attaccata al braccio e la cartella piena di cibo in scatola. È particolarmente accondiscendente nei riguardi di Yuki, nonostante con il progredire della serie diventi sempre meno freddo.
Del passato di Ogami non si sa quasi nulla. Da piccolo, forse in un momento di follia, pare abbia ucciso entrambi i genitori, e in quell'occasione il braccio sinistro gli venne strappato, per ragioni ignote, da Sakura; in seguito gli fu impiantato l'arto di Code:Emperor, che funge da cuore per Ogami. Dopo questo fatto, probabilmente per lo shock emotivo, aveva perso la memoria ed era stato cresciuto dal fratello, colui che in seguito sarebbe divenuto noto con il nome di Ricercato. In seguito abbandonò il fratello e divenne un Code:Breaker, e come agente gli fu affidata Kanda. Era l'allievo prediletto di Hitomi, ex Code:01, che gli spiegò l'etica dei Code:Breaker e il motivo per il quale esistevano. Sviluppò ben presto un profondo senso di rivalità verso Toki, il Code:04, che lo riteneva disgustoso a causa del suo sguardo. Nel capitolo 121 si scopre che è stato Ogami a insegnare a Sakura ad amare tutti gli esseri viventi ed è grazie a lui che la ragazza ama abbracciare le persone.
Ogami appare per la prima volta nel primo capitolo, mentre sta bruciando con la fiamma azzurra dei cacciatori di senzatetto, membri della banda criminale nota con il nome di G-Falcon, che spacciano partite di droga rastrellate dai poliziotti per conto del questore e degli yakuza. Sakura lo vede dal finestrino dell'autobus mentre sta rincasando. Il giorno dopo si presenta come suo nuovo compagno di classe nel liceo frequentato dalla ragazza. Si incontrano nuovamente quando a Ogami è ordinato da Eden di eliminare i restanti membri dei G-Falcon. Tuttavia, sul posto vi è anche Sakura, che sta cercando invano di proteggere i senzatetto e il cane di cui si sta prendendo cura. Ogami, dopo aver ucciso l'animale per porre fine alle sue sofferenze, si toglie il guanto che gli copre la mano destra e brucia con la fiamma azzurra i delinquenti. Dovrebbere uccidere anche la giovane, poiché è un testimone oculare, ma decide di risparmiarla dopo aver scoperto che è una Specie Rara, in grado di resistere al suo potere. Da quel momento la ragazza prende a seguirlo durante gli incarichi, facendo di tutto per non permettergli di uccidere, anche a scapito della sua stessa vita. In vista dello scontro con i Re-Code sarà allenato, insieme a Toki, da Shibuya; grazie a questo allenamento riuscirà a prevalere sul Ricercato e infine a ucciderlo.
La manifestazione basilare del potere di Ogami consiste in una fiamma di un azzurro intenso, che scaturisce naturalmente dalla sua mano sinistra. Inizialmente può bruciare solo ciò che tocca, ma se si toglie l'anello che porta al pollice la sua potenza aumenta notevolmente, anche se vi è il rischio che perda il controllo del potere, e può incenerire cose che si trovano a una certa distanza, "lanciando" addosso al nemico delle fiammelle che al comando Flame away bruciano l'avversario. La sede del potere di Ogami è il suo braccio sinistro, che gli fu impiantato dopo essere stato asportato da un individuo chiamato Code:Emperor: il potere di costui non faceva parte di questo mondo, e Ogami è l'unico ad essere compatibile con un arto di Emperor. Nel corso della serie Ogami acquisisce altri poteri che si presentano come manifestazione dei sette peccati capitali. Come ogni potere di cui dispone Ogami, essi richiedono in tributo qualcosa e, una volta persi, non possono essere richiamati per 24 ore facendo al contempo crollare la temperatura corporea di Ogami.
È doppiato in giapponese da Nobuhiko Okamoto.

## Code:Breaker
I Code:Breaker sono individui che operano mossi da un singolare senso di giustizia. Il loro compito consiste nell'eliminare le persone malvagie, i corrotti, i criminali e tutti quelli per cui, a giudizio dell'organizzazione Eden, la punizione derivante dalla legge ordinaria non sarebbe abbastanza.
Ogni Code:Breaker possiede un particolare potere che gli permette di difendersi e di assolvere il suo compito, ma in caso di abuso il potere può ritorcersi contro di loro, facendogli perdere i propri poteri e sopraggiungere particolari condizioni diverse per ognuno per 24 ore. Esiste inoltre la Code:End, la perdita finale dei poteri seguita dalla morte del Code:Breaker stesso; essa si presenta quando l'utilizzatore ha utilizzato troppo a lungo i propri poteri. Per ora si conosce per certo che l'unico Code:Breaker a morire a causa della Code:End è l'ex Code:01, Hitomi. Ai Code:Breaker viene assegnato un numero da uno a sei: il sesto Code:Breaker è quello più debole, il primo quello più forte.

### Hitomi
Hitomi (人見?, Hitomi) era l'ex Code:01 ed era considerato il Code:Breaker più forte del suo tempo. Il suo potere gli consentiva di controllare l'elettricità. Hitomi era una persona tranquilla e rilassata, che faceva le cose secondo i suoi tempi; era gentile e il suo desiderio era proteggere le persone fino al giorno della sua morte, dietro le apparenze però giaceva un'anima tormentata, era stufo del fatto che lui e i suoi amici e compagni venissero considerati niente più che "i cani di Eden", e che nessuno fosse a conoscenza del loro lavoro e dei sacrifici che facevano per proteggere le persone. è stato il maestro di Ogami ed è stato lui ad insegnargli l'etica dei Code:Breaker.
Hitomi entrò a far parte dei Code:Breaker a 16 anni con il titolo di Code:06. Dimostrando le sue abilità riesce a diventare il Code:03; dopo la morte di quasi tutti i suoi compagni durante lo scontro con un utilizzatore di poteri speciali, viene nominato Code:01. in seguito verranno reclutati altri quattro membri tra cui il Code:06, Rei Ogami, con il quale Hitomi stringerà un rapporto particolare. Dopo aver chiesto al Code:02 Masaomi Heike di investigare sul perché alcuni Code:Breaker fossero morti per colpa dei loro stessi poteri, scopre l'esistenza del Code:End cioè la totale perdita dei poteri seguita dalla morte dell'utilizzatore. Non potendo accettare che questo fosse il destino di tutte le persone con poteri speciali decide di parlare di persona con il Primo Ministro (capo dei Code:Breaker e rappresentante di Eden) ma questo lo fa attaccare, Hitomi fugge e viene fatto passare per un traditore e criminale. Deciderà quindi di vendicarsi di Eden rapendo il Primo Ministro e piazzando bombe in tutto il Giappone; così che le persone siano costrette a invocare il nome di qualcuno che li possa aiutare. Qui Hitomi avrebbe reso pubblica l'esistenza dei Code:Breaker facendo sì che tutti gli utilizzatori di poteri speciali potessero vivere nella società. Il suo piano verrà però sventato dagli stessi Code:Breaker e Hitomi morirà per via del Code:End.
Hitomi è un abile stratega e riesce sempre a far volgere la situazione a suo vantaggio, è molto abile nel combattimento corpo a corpo e sembrerebbe che sia molto bravo anche con la spada. Il suo potere speciale è l'elettricità. Oltre ad usarla per attaccare è in grado di inviare scosse elettriche in alcune parti del cervello delle persone controllandole come pupazzi, aumentando il voltaggio può incenerire la persona quando non gli serve più. È in grado di controllare anche cadaveri ma come dice lui stesso è un'operazione molto più complicata. Inoltre può generare scariche elettriche talmente forti da fondere l'acciaio. È doppiato in giapponese da Shin'ichirō Miki.

### Masaomi Heike
Masaomi Heike (平家 将臣?, Heika Masaomi) è il Code:02 e il suo potere gli consente di manipolare la luce. Svolge l'incarico di osservatore e giudica le azioni degli altri Code:Breaker. È il segretario del Comitato Studentesco. È conosciuto anche come "Heike il magnifico".
Ben poco è noto dei trascorsi di Heike. Si sa che è uno dei fondatori di Eden, e che in passato conosceva la madre di Sakura, Sakurako Sakurakoji e Code:Emperor. Piuttosto avanti nella serie è descritta sommariamente la sua storia: era una soldato e fu scelto per essere sottoposto a una serie di esperimenti che miravano alla creazione di un essere umano dotato di poteri speciali. Heike sopravvisse e scoprì di essere in grado di manipolare la luce, ma a causa del fallimento dell'esperimento fu dato l'ordine di uccidere tutte le cavie. Riuscì a fuggire e incontrò Code:Emperor, con cui fondò, insieme a Sakurako e a un altro individuo misterioso, l'organizzazione Eden.
Heike è un senpai di Sakura e Ogami. Ricopre la carica di segretario del Comitato Studentesco ed è molto amico di Nenene Fujiwara, tanto che i due si chiamano per nome. Quando Haruto inizia a uccidere i figli degli yakuza si scopre la sua natura di Code:Breaker; svolge anche la mansione di giudice, per evitare che i Code:Breaker uccidano per divertimento. A differenza degli altri Code:Breaker, Heike non uccide i rifiuti umani, ma li vincola, per mezzo di una frusta di luce, a uno stato semivegetativo: questo perché considera la vita un bene inestimabile. Quando l'intero gruppo si trasferisce a Villa Shibuya in vista dello scontro finale contro il Ricercato si ha modo di vedere la sfiducia e il disprezzo con cui Heike tratta Rui Hachioji a causa dei suoi trascorsi come Re-Code e anche perché il Code:05 si rifiuta di giustiziare Hiyori per il loro passato condiviso. Condivide un forte senso di rivalità con il Re-Code Yukihina. Heike è attualmente il più potente tra i Code:Breaker ed è in grado di tenere testa anche a Code:Emperor.
Il suo potere speciale gli consente di manipolare la luce. È in grado di darle la forma di una frusta ed è capace di scaricare dati con la mente connettendosi a una presa telefonica. Pare sia anche in grado di muoversi alla velocità della luce. A causa della sua potenza smisurata Heike indossa una speciale uniforme, che agisce da limitatore, similmente all'anello che Ogami porta sul pollice sinistro. Quando perde il potere non può ricorrervi per 24 ore e assume una forma che, a suo dire, "non è bene mostrare in pubblico": infatti, quando accade, si copre sempre con un'armatura. È doppiato in giapponese da Subaru Kimura.

### Yuki Tenpoin
Yuki Tenpoin (天宝院 遊騎?, Yūki Tenpōin) è il Code:03 e il presidente del Gruppo Tenpoin, un'importante casa produttrice di giocattoli. Odia prendere ordini da chiunque e chiama i Code:Breaker con il loro rispettivo numero. Ha vissuto un'infanzia traumatica, durante la quale era picchiato da tutti a causa del suo potere. Il suo migliore amico, un ragazzino di nome Makoto, gli insegnò il linguaggio morse, in modo che fosse in grado di comunicare senza aver bisogno di parlare. Tuttavia, Makoto fu coinvolto in un incidente, e Yuki decise di divenire un Code:Breaker per poterlo aiutare. Non si sa nulla dei suoi genitori, e pare viva solo, attorniato da un notevole numero di servitori, che si riferiscono a lui con il titolo di presidente, in un palazzo gigantesco.
Yuki è introdotto per la prima volta nel capitolo 35. Dopo l'affiliazione di Ogami ai Re-Code Yuki, insieme a Toki ed Heike, entra nelle file dei Code:Name, nella speranza di poter pagare le medicine per Makoto e il suo ricovero. Nel capitolo 101 riuscirà a strappare il braccio sinistro di Ogami, uccidendolo quasi istantaneamente. Tuttavia, il Code:06 tornerà in vita e utilizzerà Belphegor, la fiamma donatagli da Code:Emperor negli Inferi, battendo Yuki senza difficoltà. In seguito a questo scontro il Code:03 abbandonerà i Code:Name.
Il suo potere speciale consiste nella manipolazione del suono. Può provocare seri danni semplicemente parlando ed è capace di muoversi alla velocità del suono, creando delle immagini residue. Quando perde il potere non può ricorrervi per 24 ore e assume la forma di un gatto rosso. È doppiato in giapponese da Toshiyuki Toyonaga.

### Toki Fujiwara
Toki Fujiwara (土岐藤原?, Fujiwara Toki) è il Code:04 ed ha un rapporto conflittuale con Rei Ogami, provando disgusto per lo sguardo insensibile del ragazzo. Toki è cresciuto senza sapere chi fosse la sua famiglia, fino ai quattro anni d'età, quando per la prima volta incontrò Nenene. Inizialmente, il loro padre non aveva per il figlio interesse alcuno, poiché non aveva poteri speciali, a differenza della sorella. Toki decise così di fuggire di casa, ma fu fermato dalla stessa Nenene, che lo scongiurò di restare e gli fece dono di metà del proprio potere. Sfortunatamente, insieme alla facoltà di manipolare il magnetismo trasferì nel fratello anche metà della propria vita, esponendosi così ripetutamente a rischi elevati durante le missioni in qualità di Code:Breaker. Toki, conscio di questo, si prefisse come obiettivo quello di proteggere la sorella. Tuttavia la sorte non fu benevola: il Ricercato attaccò Villa Shibuya, allora utilizzata come base operativa da Eden, con i Re-Code, e uno di essi, Koji, si scontrò con Toki, ancora inesperto della battaglia. Nenene si sacrificò così per salvargli la vita, rinascendo a nuova vita priva di poteri e memoria. Toki, sapendo di essere la causa della morte della sorella, ne prese il posto come Code:Breaker, con lo scopo di proteggerla e vendicarla uccidendo Koji.
Toki entra in scena nel settimo capitolo. Eden affida a lui e Ogami l'incarico di uccidere Shigeru Tabata, un politico che trafficava in organi di specie rare per poter salvare la figlia Chisa. Dopo la morte di Tabata si occupa dell'esecuzione di Tsuno, segretario personale del politico e vero obbiettivo della missione. Insieme a Ogami è responsabile della protezione di Sakura, presa di mira dal killer Haruto, pagato da un mittente misterioso per eliminare tutti i figli degli yakuza. In seguito ha modo di scontrarsi con Hitomi, ex Code:01, e in questo frangente veniamo a conoscenza del fatto che Toki è figlio del Primo ministro del Giappone. Dopo la morte dell'ex asso dei Code:Breaker a causa della Code:End Toki si trasferisce insieme agli altri a Villa Shibuya, per allenarsi sotto il presidente del Comitato Studentesco in vista dello scontro con i Re-Code. Prima della battaglia finale riesce a combattere contro Koji con esito disastroso: infatti il Re-Code lo annienta senza nemmeno sfoderare il suo vero potere. E a questo punto compare Rui Hachioji, con cui Toki ha un acceso diverbio a causa dalla sua passata militanza agli ordini del Ricercato. Dopo la morte del fratello di Ogami Toki, insieme a Yuki ed Heike, si unisce ai Code:Name con l'intenzione di uccidere il Code:06.
Il potere di Toki consiste nell'elettromagnetismo, potere che condivide con la sorella Nenene. Questa gli consente di attrarre a sé e scagliare contro gli avversari qualsiasi pezzo di metallo, distruggere apparecchiature elettriche e rilevare la presenza di metallo. Nei casi più gravi può ricorrere al mercurio, con il quale può anche creare cloni di se stesso. Toki è il secondo Code:Breaker più potente dopo Heike al livello attuale: infatti la maggior parte del suo potere è sigillata nel Vaso di Pandora, una sorta di contenitore che i Code:Name stanno tentando di aprire. Grazie a questi poteri "in più", il potenziale del Code:04 cresce a dismisura, tanto che gli consente di distruggere un intero muro con una graffetta. Quando perde il potere non può ricorrervi per 24 ore e diventa bambino. È doppiato in giapponese da Ken'ichi Suzumura.

### Rui Hachioji
Rui Hachioji (ルイ八王子?, Rui Hachiōji) è il Code:05. Prima di prestare servizio sotto Eden faceva parte dei Re-Code con il codice Re-Code:05, costituendo la guardia scelta del Ricercato, e agiva soprattutto con Koji e Yukihina; allora era soprannominata "Il dio protettore". È la sorella maggiore di Saechika Hachioji.
Quando fa la sua comparsa, per il suo carattere aggressivo e il modo in cui comanda tutti a bacchetta si pensa che sia un maschio, salvo poi scoprire che è una donna; è l'unica tra i Code:Breaker a chiamare Ogami per nome. Nel capitolo 63 la vediamo parlare con Shibuya, venendo così a sapere che conosce l'identità del presidente e anche il passato di Sakurakoji. Nel capitolo 87 si scopre che Rui è una rock star, che si esibisce sotto il nome di 8Tears e che Code:Emperor è il suo più grande fan. Nel capitolo successivo è rivelata la presenza di Saechika, fratello minore di Hachioji e membro dei Code:Name con il nome di Code:Closer, dotato del suo stesso potere. In seguito si scopre che è diventata una Code:Breaker dietro volere del Ricercato, che le ha ordinato di proteggere Ogami; oltre a lei ha incaricato anche Koji e Yukihina della protezione del fratello minore.
Rui controlla l'ombra. Può utilizzarla sia per attaccare che per difendersi. Nel primo caso assume la forma di una grossa falce nera, con la quale taglia l'ombra dell'avversario e i danni si riflettono sul corpo reale; nel secondo caso crea una sorta di spazio nero con il quale si protegge dagli attacchi. Quando perde il potere non può ricorrervi per 24 ore e diventa una sirena. È doppiata in giapponese da Mitsuki Saiga.

### Ikurumi Shiwon
Ikurumi Shiwon (王生シヲン?, Ikurumi Shion) è un membro dei Code:Breaker, ma il suo codice non è stato ancora rivelato. Di carattere presuntuoso e arrogante, Ikurumi è anche subdolo, non esitando a farsi scudo contro gli attacchi di Ogami con il corpo di Yuki Sakurakoji e utilizzando bombe occultate nei corpi fasulli di pazienti e medici dell'ospedale. A differenza degli altri Code:Breaker, è disposto a qualunque cosa pur di raggiungere il proprio obiettivo, anche a sacrificare persone innocenti. È solito programmare accuratamente tutto prima di un'azione, e se questa fallisce fugge vigliaccamente. Indossa l'uniforme dello Heisei, lo stesso liceo frequentato da Toki.
Appare per la prima volta nel capitolo 127, quando insieme a Lily attacca l'ospedale dove è ricoverata Sakurakoji dopo essere stata ferita da Aoba durante uno scontro tra quest'ultima e Ogami. Quando Lily si ribella a lui e lo attacca, tentando di scioglierlo con il suo potere di secrezione, Ikurumi si rivela essere un falso, creato grazie al suo potere. A quel punto interviene Ogami, che protegge la ragazza e inizia a combattere contro il nuovo arrivato. Ikurumi non esita a nascondere delle bombe in corpi fittizi creati con il suo potere, sapendo che il Code:06 non attaccherà persone innocenti. Tuttavia, le sue tecniche si rivelano inutili, e quando Ogami lo afferra per la testa e lo brucia, Ikurumi perde il potere.
Il potere di Ikurumi si chiama Paper Doll e gli permette di generare e manipolare la carta. Grazie a questo potere Ikurumi può trasformare se stesso e gli altri in carta e creare copie di se stesso. Quando perde il potere assume la forma di una rana.

## Re-Code
I Re-Code sono i principali antagonisti durante la prima parte della storia e lavorano alle dipendenze del Ricercato. Sono l'antitesi dei Code: Breaker e di Eden ed il loro credo è "giustizia è forza". Tutti loro erano e sono tuttora emarginati dalla società, e per questo disprezzano l'intera umanità, non dando un particolare peso neanche alla morte di persone innocenti. Possiedono dei poteri che funzionano nello stesso modo dei Code:Breaker. Più avanti nella lotta tra Code:Breaker e Code:Name si schiereranno al fianco dei primi come alleati.

### Il Ricercato
Il Ricercato (捜シ者?, Sagashimono) è il fratello maggiore di Rei Ogami e principale antagonista durante la prima parte della serie. Della sua infanzia si sa che fu allievo di Shibuya e imparò da lui tutte le tecniche che attualmente utilizza. Durante quel periodo era ancora gentile e compassionevole ed era conosciuto anche con l'appellativo di "the seeking one", ovvero colui che cerca. È stato anche rivelato che il suo nome attuale deriva dal codice che lo contrassegnava quando ancora lavorava per Eden: Code:Seeker, altrimenti noto come il "Ricercato". Era molto rispettato all'interno dell'organizzazione, ma i capi della stessa non ci misero molto a comprendere che questa sua popolarità poteva risultare un'arma a doppio taglio; così lo esiliarono, privandolo del suo codice e di tutto ciò che fino ad allora lo aveva definito. Fu così che il Ricercato decise di distruggere Eden, convinto che il suo ideale di giustizia non fosse corretto.
Viaggiando all'estero reclutò a poco a poco tutti i membri che avrebbero in seguito composto il gruppo dei Re-Code: Rui Hachioji, Yukihina e Koji furono i primi a seguirlo. Il Ricercato prese con sé anche Ogami, trattandolo come uno schiavo e maltrattandolo, a causa del braccio sinistro del bambino, che ospitava la Fiamma Azzurra. Tornato in Giappone la neonata guardia scelta dei Re-Code fu costretta a scontrarsi con i Code:Breaker della generazione precedente, infinitamente più potenti di quelli attuali. Durante questo conflitto il Ricercato, sotto gli occhi di Ogami, mise fine alla vita della loro madre, dopo che questa aveva protetto Sakura Sakurakoji bambina, a causa del suo stato privilegiato di figlia di uno dei fondatori di Eden. Ritiratosi, portò con sé anche Ogami, iniziando ad allenarlo con metodi disumani. Fu lui a dare al futuro Code:06 il guanto nero che porta sempre, affinché fungesse da limitatore per il potere di Code:Emperor.
Il Ricercato dispone di due tipi di poteri speciali: lo Spazio Assoluto, che gli consente di aumentare o ridurre la materia e lo spazio stesso intorno a sé e può essere utilizzato per teletrasportarsi o per far muovere l'avversario contro la propria volontà, e la Rigenerazione Cellulare, è una sorta di guarigione istantanea, che permette alle cellule di rigenerarsi a velocità decisamente superiore al normale. Quando perde i poteri assume un aspetto che è in tutto e per tutto uguale ad Ogami, tranne il fatto che i colori sono invertiti; per esempio, l'uniforme e i capelli sono bianchi anziché neri. All'inizio della storia i suoi poteri sono per la gran parte sigillati nel Vaso di Pandora, ma all'apertura di quest'ultimo il Ricercato riassumerà la sua vera forma: diverrà più alto, decisamente più possente, i capelli si allungheranno e comparirà una lunga cicatrice che gli attraversa l'occhio destro dalla fronte alla vita. È doppiato in giapponese da Daisuke Namikawa.

### Zed
Zed è uno dei quattro fondatori di Eden insieme a Masaomi Heike, Code:Emperor e Sakurako Sakurakoji; in seguito si unirà ai Re-Code comandati da Il Ricercato come Re-Code:01, anche se non prenderà parte alla battaglia contro i Code:Breaker. La sua abilità speciale è la morte. È conosciuto anche come "Zed l'eroe". Quando il suo potere è attivo Zed appare come un cadavere mummificato, quando invece non è attivo torna in vita e il suo aspetto è quello di un ragazzo con i capelli lunghi legati con la coda di cavallo, jeans neri, una camicia e una giacca. Viene descritto da Heike come una persona senza pensieri, distratta e frivola; ed inoltre sembrerebbe essere un pervertito.
Il potere di Zed è la morte, che gli permette di prendere la vita dei suoi bersagli usando dei viticci di energia nera che si legano al malcapitato; durante il processo il bersaglio non è in grado di usare i suoi poteri. Dato che il suo è un potere troppo forte, quanto è attivo Zed è letteralmente morto quindi non è in grado di spostarsi o di combattere. Quando è nella sua forma perduta (ovvero quando perde il potere per 24 ore) torna in vita e può comunque "materializzare" la vita di una persona e togliergliela senza ucciderla rendendola un "non morto". Secondo le sue parole se usa del sangue di specie rara è in grado di tenere il suo potere sotto controllo e di "rimanere vivo" per più tempo.

### Koji
Koji (口技?, Kōji) è il Re-Code:03. È soprannominato "Dio della distruzione" per la sua grande abilità in combattimento e "Re-Code dalla cicatrice". È stato uno dei primi a combattere sotto Il Ricercato, insieme a Rui Hachioji e Yukihina. Il suo obiettivo è conquistare il Vaso di Pandora, ma sembra legato al Re-Code:01 anche da un rapporto di amicizia. Durante la guerra tra Code:Breaker e Re-Code si scontra ripetutamente con Toki, uscendo ogni volta vincitore ma continuando a spronare il Code:04 affinché non rinunci alla propria personale vendetta. Dopo la morte del Ricercato si allea, insieme a Rui Hachioji e Yukihina, con Ogami, obiettivo dei Code:Name. Durante il Festival del liceo veniamo a scoprire che è più vecchio di quanto sembri, probabilmente ha centinaia di anni come Heinke è Yukihina ma mantiene la sua giovinezza grazie al controllo della vitalità, e che non è stato lui ad uccidere Nenene ma il fratello di Rui, Saechika. Nonostante questo continua a prendersene la colpa. Durante l'assalto ad Eden sarà lui, insieme a Sakurakouji, a creare uno dei tre tesori che permettono di entrare in Eden. Più avanti affronterà le Specie Rare insieme a Sakurako ed a Yukihina.
Koji dispone di due poteri speciali: Aria, che consente all'utilizzatore di creare energia invisibile con cui schiacciare le cose intorno a sé e che può essere usato come potere offensivo, grazie alla creazione di uragani e trombe d'aria, o come difesa, generando barriere d'aria e spazi vuoti; e Vuoto, con cui può assorbire gli attacchi, annullandoli. Grazie a questo potere Koji è stato in grado di assorbire gli attacchi al mercurio di Toki e quelli di Yuki e Ogami; ha inoltre bloccato e annullato l'attacco d'ombra del Code:Closer. Grazie alla grande utilità di questa facoltà il Re-Code:03 diventa quasi invincibile, nonostante vi sia un limite ai colpi che può assorbire. Quando perde i poteri si trasforma in un lupo e anche in questa forma mantiene la cicatrice sul volto che lo contraddistingue.

### Yukihina
Yukihina (雪比奈?) è il Re-Code:04. In realtà Yukihina è un non-morto: come sostenuto da lui stesso, il suo corpo non può morire oppure è già morto, perché la sua "vita" e il suo "vivere" gli sono stati sottratti da Heike; questa è una delle ragioni che sta alla base dell'odio tra i due. Il suo passato è sconosciuto, ma si sa che conosceva Rui Hachioji e Koji già da prima che divenissero Re-Code e che conosceva il vero nome di Ogami. Nel capitolo 61 è rivelato che furono lui, Koji e Rui a reclutare Hiyori, dopo che quest'ultima aveva perso i genitori suicidi. Non si sa molto di lui, tranne che nell'ultima guerra tra Code:Breaker e Re-Code combatté contro Masaomi Heike per tre giorni e tre notti. Al quarto giorno entrambi persero i poteri, e così si può dire che l'esito dello scontro fu un pareggio. Dopo questo avvenimento di Yukihina non si sa più nulla.
Il potere di Yukihina consiste nel manipolare l'acqua nei tre stati della materia: liquido, solido e gassoso. È in grado di congelare anche l'acqua presente nell'aria, formando proiettili di ghiaccio che utilizza per attaccare l'avversario. Può far assumere all'acqua la forma che vuole. Nel capitolo 221 si scopre che quando perde i poteri si trasforma in una donna. È doppiato in giapponese da Kenjirō Tsuda.

### Hiyori
Hiyori (日和?, Hiyori) è il Re-Code:06. Dopo la morte del Ricercato ad opera di Ogami passa, insieme a Shigure, nei Code:Name. Hiyori compare fin dall'inizio come una ragazza molto infatile, dotata di una grande ingenuità e in egual misura di un'enorme crudeltà. Tuttavia, questo comportamento sembra riservato solo a coloro che non conosce. Infatti è particolarmente affezionata a Shigure e a Yukihina. Entrambi i suoi genitori si sono uccisi a causa di un debito gigantesco che portò loro via la casa. Abbandonata a se stessa, la piccola sarà salvata e arruolata nei Re-Code da Rui Hachioji, allora ancora agli ordini del Ricercato, e si affezionerà a lei come a una madre; quando il Principe la abbandonerà per unirsi ai Code:Breaker Hiyori, sentendosi tradita e abbandonata per la seconda volta, prenderà ad odiarla. Nonostante la sua fedeltà al Ricercato, dopo l'apertura del Vaso di Pandora questi tenterà di uccidere lei e Shigure, sostenendo che sono troppo deboli per fare parte della sua guardia personale.
Il potere speciale di Hiyori prende il nome di Balloon e consiste nella creazione di bolle, che in apparenza non differiscono da quelle di sapone, in grado di distruggere tutto ciò che toccano. Quando perde il potere si trasforma in una tartaruga, ma anche da trasformata mantiene i nastri tra i capelli.

### Agenti
- Lily (リリィ?, Riry) è una giovane e bella ragazza il cui potere consiste nella secrezione di sostanze attraverso i pori della pelle. Ha alle spalle un passato difficile, poiché le persone che le erano vicine, compresi i suoi genitori, la picchiavano, la maltrattavano e la insultavano a causa del suo potere. Il Ricercato la prese sotto la sua ala protettiva, convinto che potesse tornargli utile. Tuttavia, dopo che Lily perde lo scontro con Yuki, non esita a ordinare a un altro suo tirapiedi di uccidere la ragazza. Viene tuttavia salvata da Sakura e presa in custodia dagli agenti di Eden. La ritroviamo diversi capitoli dopo quando, insieme al nuovo Code:Breaker Ikurumi Shiwon, attacca l'ospedale nel quale è ricoverata la Specie Rara. Memore del fatto che Sakurakoji l'ha salvata, Lily si rivolta contro il ragazzo, tentando di scioglierlo con dell'acido.
- Ryuichi Sendo (仙堂竜一?, Sendō Ryūichi)
- Ryuji Sendo (仙堂竜二?, Sendō Ryūji)

## Code:Name
I Code:Name sono membri di Eden che posseggono dei poteri molto più sviluppati dei Code:Breaker e per questo non sono sottoposti alle loro stesse restrizioni. Tutti i Code:Name hanno due abilità al posto di una. Viene loro ordinato dai capi di Eden di uccidere Ogami e prendergli il braccio sinistro, contenente la Fiamma Azzurra. Lo stesso ordine è stato impartito a tutti i Code:Breaker, motivo per cui Toki ed Heike si sono schierati con i Code:Name. Inizialmente ne faceva parte anche Yuki, ma si è ritirato dopo uno scontro con il Code:06. Nelle loro mani si trova anche il Vaso di Pandora. Di essi fanno parte Code:Emperor; Il Ricercato, con il nome di Code:Seeker; Saechika Hachioji, con il nome di Code:Closer; Aoba Takatsu, con il nome di Code:Revenger; Shigure; e Mishiru Kokumonji, con il nome di Code:Kagero.

### Code:Emperor
Code:Emperor è uno dei fondatori di Eden. Ha il potere di controllare le sette fiamme dell'inferno come Ogami ma al contrario di lui Emperor riesce a controllare anche i demoni ad esse collegati. È conosciuto anche come "Emperor il grande".
Il braccio sinistro di Rei Ogami proviene da lui: infatti Ogami è l'unico in grado di controllare il potere dell'Imperatore, e per questo il suddetto braccio gli fu impiantato, al posto di quello naturale, quando ancora era un bambino. L'obiettivo primario di Code:Emperor pare individuare i punti deboli di tutti i personaggi, alleati e antagonisti. Nessuno conosce il suo vero aspetto, e l'Imperatore si presenta inizialmente sotto le sembianze di una piccola fiamma, mentre in seguito, dal capitolo 103, assume la forma di un bambino, sostenendo che è un residuo della sua anima. Nel capitolo 109 Code:Emperor riconosce Heike e, nei due seguenti, rivela di aver fondato insieme a lui e a Sakurako Sakurakoji l'organizzazione Eden.

### Saechika Hachioji
Saechika Hachioji (幸子八王子?, Sachika Hachiouji) è il fratello minore di Rui Hachioji e un membro dei Code:Name, conosciuto con il nome di Code:Closer. Diversi anni prima degli eventi narrati nel manga, Saechika e Rui vivevano con i genitori, ma poiché entrambi erano dotati di poteri speciali erano costantemente in pericolo. Non sapendoli ancora controllare bene causarono un incendio, nel quale perirono i genitori. I due bambini si salvarono, ma in seguito furono divisi per forza di causa maggiore. Rui ha sempre pensato che Saechika fosse morto in un incidente d'auto, ma è implicito che quest'ultimo sapesse che la sorella era viva. Tuttavia, poiché i Code:Name non potevano svelare la propria esistenza ai Code:Breaker, non gli fu mai permesso di vederla.
Quando fa la sua comparsa, Saechika è uno studente del prestigioso liceo Heisei; è il primo a lanciarsi nella caccia al braccio sinistro di Rei Ogami. Fin dalla prima volta in cui rincontra Rui, preoccupato per lei, ordina a Heike di seguirla, nonostante la manifesta avversione di quest'ultimo per la Code:05. Inizialmente non viene riconosciuto, ma Rui capisce la sua vera identità non appena scopre che il suo potere è l'ombra. Durante la lotta che segue il primo incontro tra Code:Breaker e Code:Name Saechika utilizza troppo il proprio potere, perdendolo. Viene prontamente salvato da Heike ma, furioso con il Code:02 perché ha lasciato che Rui passasse dalla parte di Ogami, lo riempie di botte pestandolo a sangue. Dopo che Heike è riuscito a prelevare un campione di sangue di Sakura Sakurakoji, necessario all'apertura del Vaso di Pandora, Saechika cerca di convincere Toki ad aprirlo, ma il Code:04 si rifiuta. Tuttavia, dopo essere tornato sconfitto da uno scontro con Ogami, il giovane Hachioji riserva lui lo stesso trattamento del Code:02.
Il potere di Saechika è lo stesso della sorella, ovvero l'ombra. Dispone delle stesse identiche tecniche di Rui, e le maneggia con pari se non superiore destrezza. È dotato anche di un altro potere misterioso, del quale ancora non si conosce il nome. Quando perde il potere il corpo pare ricoprirsi di ustioni.

## Angeli
Gli angeli sono un gruppo di Specie Rare molto temuti dalle persone dotate di poteri speciali; la loro eliminazione è il reale obiettivo dei Code:Name. Non si sa quasi nulla di loro tranne che sono sopravvissuti agli avvenimenti del 32 dicembre.
- Bento Fastidioso (おせっかい弁当?, Osekkai Bentō) è il leader del gruppo ed un amico d'infanzia di Ogami e Sakura. Bento è un ragazzo magro con dei capelli disordinati, indossa dei tradizionali sandali giapponesi e porta per la maggior parte del tempo una felpa legata sulle spalle. Ha sempre con sé del bentō, che mangia senza curarsi del contesto in cui si trova. Fa la sua prima apparizione nella storia quando si infiltra insieme a gli altri angeli nel quartier generale di Eden, dove dopo aver incontrato Sakura, sfiderà i Code: Breaker e i Code: Name.
- Cat Boy
- Reggae Four-Eyes
- Cool Yankee
- Franken

## Personaggi secondari
- Nenene Fujiwara (藤原寧々音?, Fujiwara Nenene) è la sorella maggiore di Toki e vicepresidente del Comitato Studentesco. È molto affezionata a Heike e al seno di Sakura, che ha denominato "destrina" e "sinistrina". Non sa che Toki è suo fratello. Era una Code:Breaker, ma ha perso i poteri e la memoria in seguito a uno scontro tra Koji e Toki, in cui per salvare il fratello ha sacrificato la sua stessa vita. Nel capitolo 133 riacquista i poteri e la memoria: ricopriva infatti la posizione di Code:04, la stessa di Toki, nella precedente generazione di Code:Breaker, e il suo potere era lo stesso del fratello, ma molto più forte. Dopo il suo "risveglio" pare odiare Sakura, e cerca anche di ucciderla, ed è in qualche modo affiliata ai Code:Name. È doppiata in giapponese da Yukana[11].
- Il Presidente Shibuya (渋谷?) è il presidente del Comitato Studentesco nonché padrone di Villa Shibuya insieme a Rui. Indossa sempre un costume da gatto, in realtà sotto la maschera c'è un giovane ragazzo. Come Sakura è una specie rara. In seguito si scoprirà essere il vero padre della ragazza.
- Miyuki Kanda (神田 美幸?, Kanda Miyuki) è la professoressa di Ogami e Sakura, in realtà agente di Eden incaricata di aiutare e proteggere il Code:06. Dopo lo scontro con Hitomi non si è più saputo niente di lei. È doppiata in giapponese da Yūko Kaida[11].
- Sakurako Sakurakoji (桜小路桜子?, Sakurakōji Sakurako) è la vera madre di Sakura ed è una dei quattro fondatori di Eden. Porta sempre con sé una lunga katana dal fodero nero, e somiglia molto alla figlia. Le bambole meccaniche che compaiono nella storia, come Inoichi, la guardiana dei sotterranei di Villa Shibuya, sono state progettate e assemblate da lei. Nel capitolo 126 Yukihina rivela a Sakura che sua madre e suo padre sono divorziati. La sua aggiunta al Codice di Hammurabi è "un segreto per un segreto", e il suo potere consiste nel controllo delle bambole meccaniche.
- Kurako è una strana ragazzina che appare nel capitolo 113, in realtà una bambola meccanica costruita da Sakurako Sakurakoji. Si avvicina a Ogami e Sakura chiedendo se vogliono dei mitarashi dango, dicendo che Code:Emperor le aveva detto di raggiungerlo se si fosse trovato in pericolo, perché lei è l'unica in grado di salvarlo. Dona al ragazzo una sorta di potere aggiuntivo che gli permette di resuscitare Code:Emperor.
- I Sacri Combattenti sono un gruppo di ragazzi dotati del medesimo potere speciale, chiamato Holy Blood, che permette loro di creare armi di vario tipo con il loro stesso sangue. Ne fa parte l'intero Comitato Studentesco del liceo Heisei Gakuin. Sono cinque in tutto e sono subordinati di Aoba Takatsu. Appaiono per la prima volta nel capitolo 117. Il Code:Revenger gli ordina di combattere contro Koji e questi, difendendosi, straccia i loro vestiti, rivelando che, a differenza della foggia dell'uniforme, sono tutte ragazze.